# Eksperyment Stanleya Millera
Eksperyment Stanleya Millera (lub Millera–Ureya) – klasyczny eksperyment powstania życia na Ziemi. Wykonany został w 1953 roku przez Stanleya Millera w laboratorium  Harolda C. Ureya na Uniwersytecie Chicagowskim. Polegał na symulowaniu hipotetycznych warunków środowiska wczesnej Ziemi i testował możliwość zaistnienia ewolucji chemicznej.
Założenia eksperymentu opierały się na hipotezie wysuniętej przez Aleksandra Oparina i Johna Haldane'a (hipoteza Oparina-Haldane'a), że redukcyjna atmosfera Ziemi w owym czasie sprzyjała syntezie związków organicznych z nieorganicznych prekursorów.

## Przebieg eksperymentu
Substancje wyjściowe: woda (H2O), metan (CH4), amoniak (NH3) i wodór (H2)

Schemat eksperymentu

Aparatura: sterylny układ dwóch kolb szklanych, jednej wypełnionej częściowo wodą, drugiej zawierającej elektrody, pomiędzy którymi przepuszczano wyładowania elektryczne (łuk elektryczny) symulujące wyładowania elektryczne w atmosferze. Para z podgrzewanej kolby dolnej mieszała się z doprowadzanymi z zewnątrz gazami, następnie poddawana była działaniu wyładowań elektrycznych w górnym naczyniu, następnie po schłodzeniu w chłodnicy powracała do pierwszego naczynia.
Wyniki: po tygodniu trwania eksperymentu 10-15% węgla doprowadzonego do systemu znajdowało się w związkach organicznych. Dwa procent węgla utworzyło 13 aminokwasów z 20-22 budujących białka w organizmach żywych. Najczęstszym znajdowanym aminokwasem była glicyna (najprostszy aminokwas). Badania prowadzono za pomocą chromatografii bibułowej)
W październiku 2008 roku przebadano ponownie wyniki oryginalnych eksperymentów Millera stosując współczesne metody badawcze. Nowe wyniki wykazały, że w jednym z eksperymentów Millera powstały aż 22 różne aminokwasy.
| Produkt                | Wzór chemiczny           | Liczność substancji [μmol] | Liczba atomów węgla | Liczność atomów węgla [μmol] |
| ---------------------- | ------------------------ | -------------------------- | ------------------- | ---------------------------- |
| kwas mrówkowy          | HCOOH                    | 2330                       | 1                   | 2330                         |
| glicyna*               | H2N-CH2-COOH             | 630                        | 2                   | 1260                         |
| kwas hydroksyoctowy    | HO-CH2-COOH              | 560                        | 2                   | 1120                         |
| alanina*               | H2N-CH(CH3)-COOH         | 340                        | 3                   | 1020                         |
| kwas mlekowy           | HO-CH(CH3)-COOH          | 310                        | 3                   | 930                          |
| β-alanina              | H2N-CH2-CH2-COOH         | 150                        | 3                   | 450                          |
| kwas octowy            | CH3-COOH                 | 150                        | 2                   | 300                          |
| kwas propionowy        | C2H5-COOH                | 130                        | 3                   | 390                          |
| kwas iminodioctowy     | HOOC-CH2-NH-CH2-COOH     | 55                         | 4                   | 220                          |
| sarkozyna              | CH3-NH-CH2-COOH          | 50                         | 3                   | 150                          |
| kwas α-aminomasłowy    | H2N-CH(C2H5)-COOH        | 50                         | 4                   | 200                          |
| kwas α-hydroksymasłowy | HO-CH(C2H5)-COOH         | 50                         | 4                   | 200                          |
| kwas bursztynowy       | HOOC-CH2-CH2-COOH        | 40                         | 4                   | 160                          |
| mocznik                | H2N-CO-NH2               | 20                         | 1                   | 20                           |
| N-metylomocznik        | H2N-CO-NH-CH3            | 15                         | 2                   | 30                           |
| kwas 3-azaadypinowy    | HOOC-CH2-NH-CH2-CH2-COOH | 15                         | 5                   | 75                           |
| N-metyloalanina        | CH3-NH-CH(CH3)-COOH      | 10                         | 4                   | 40                           |
| kwas glutaminowy*      | H2N-CH(C2H4COOH)-COOH    | 6                          | 5                   | 30                           |
| kwas asparaginowy*     | H2N-CH(CH2COOH)-COOH     | 4                          | 4                   | 16                           |
| kwas α-aminoizomasłowy | H2N-C(CH3)2-COOH         | 1                          | 3                   | 3                            |
|                        | Suma:                    | 4916                       |                     | 8944                         |

*Aminokwasy białkowe

## Warianty eksperymentu
- źródło węgla: tlenek węgla (CO) lub  dwutlenek węgla (CO2) zamiast metanu
- źródło azotu:  N2 zamiast amoniaku
- źródło energii: promieniowanie UV zamiast wyładowań elektrycznych

Rezultaty odpowiadały oryginalnemu eksperymentowi.

## Interpretacja
Był to pierwszy eksperyment wykazujący możliwość uzyskania prostych podstawowych składników organizmów żywych z materii nieożywionej. Utorował on drogę dla szeregu podobnych eksperymentów. W 1961 r. Joan Oró uzyskał aminokwasy z cyjanowodoru (HCN) i amoniaku w roztworze wodnym, uzyskując także znaczne ilości adeniny. Późniejsze eksperymenty[czyje?] wykazały, że inne zasady RNA i DNA mogą być uzyskane w symulowanym prebiotycznym środowisku w atmosferze redukcyjnej.
W mieszaninie znajdowały się także inne, niewystępujące w organizmach żywych aminokwasy tworzące minipeptydy z innymi aminokwasami.

## Pierwotna atmosfera Ziemi
Doświadczenie Millera zakłada, że pierwotna atmosfera Ziemi była silnie redukująca. W atmosferze obojętnej – postulowanej obecnie przez niektórych geochemików – wydajność reakcji syntezy związków organicznych, a przede wszystkim aminokwasów zmniejsza się o kilka rzędów wielkości.
- Zobacz też: Zupa pierwotna.